# Filip Balcaen
Filiep (Filip) Marie Gaston Angèle Balcaen (9 februari 1960) is een Belgisch ondernemer.

## Levensloop

### Balta en IVC
Filip Balcaen is een zoon van Paul Balcaen, die in 1964 Balta oprichtte. In 1990 kwam Filip aan het hoofd van de internationale groep actief in vloer- en muurbekleding. In 1997 verkocht de familie haar Amerikaanse Balta-filiaal Princeton aan Beaulieu of America, dat door Carl Bouckaert, de schoonzoon van textielmagnaat Roger De Clerck, werd geleid. In 2004 nam het Britse durfkapitaalfonds Doughty Hanson voor 600 miljoen euro een meerderheidsbelang van 70% in de tapijtengroep. De familie Balcaen bleef met een belang van 20% wel aandeelhouder.
In 1997 richtte de familie Balcaen IVC op. Deze producent van vinyltegels heeft twee fabrieken: in Avelgem en in Dalton in de Verenigde Staten. In 2015 verkocht Balcaen IVC voor 1 miljard euro inclusief schulden aan de Amerikaanse beursgenoteerde vloerbekledingsonderneming Mohawk, eigenaar van onder meer Unilin. Hij werd bovendien aandeelhouder en bestuurder van Mohawk. In 2020 verhoogde hij zijn belang in Mohawk van 1% tot 3,18%. Zijn bestuursmandaat liep in 2021 af.

### Investeringen
Sinds de verkoop van zowel Balta als IVC investeerde Balcaen in vastgoed (retailparken, kantoren, rusthuizen), filantropische projecten en (niet-)beursgenoteerde bedrijven, onder meer via zijn investeringsvehikels Baltisse en Floorenter en vastgoedgroep Baltissimo. In 2006 stapte hij met onder meer Marc Saverys en Philippe Vlerick in het durfkapitaalfonds Pentahold en in 2015 schaarde hij zich achter het Antikankerfonds van Luc Verelst.
In 2016 stapte hij in het farmaceutische bedrijf Fagron, maar in 2019 verkocht hij zijn participatie en boekte samen met medeaandeelhouder investeringsmaatschappij Waterland een meerwaarde van 225 miljoen euro. Ook in 2016 verwierf Balcaen een belang in zonnepanelenspecialist Origis uit Waregem, maar in 2021 verkocht hij zijn belang van 36,5% aan het Amerikaanse fonds Global Atlantic.
In 2017 werd hij meerderheidsaandeelhouder van het Peruviaanse steviabedrijf Stevia One.
In 2019 stapte Balcaen in PIA Group, een Benelux groep van onafhankelijke accountancy- en audit- en advisorykantoren, en kocht hij de Poolse glasproducent Polflam. Datzelfde jaar verwierf hij ook de voormalige IBM-toren in Brussel en werd hij meerderheidsaandeelhouder van HR-groep House of Talents. In 2024 verkocht hij dit belang aan investeringsmaatschappij CVC.
Hij nam in 2022 een belang van 22,6% in schuimrubberfabrikant Recticel.

### Privé
In 2004 werd Balcaen eigenaar van het kasteel van Spiere in Spiere-Helkijn, dat hij liet renoveren. Hij is ook eigenaar van het luxejacht Nilaya, ondergebracht in een Maltese vennootschap.